# Robert Gindera
Robert Gindera (ur. 26 lutego 1984) – polski lekkoatleta, wieloboista, halowy mistrz Polski, reprezentant Polski.

## Kariera sportowa
Był zawodnikiem Achillesa Leszno i Zawiszy Bydgoszcz.
Na mistrzostwach Polski seniorów na otwartym stadionie zdobył jeden medal: brązowy w dziesięcioboju w 2004. W halowych mistrzostwach Polski seniorów wywalczył dwa medale w siedmioboju: złoty w 2005 i brązowy w 2004.
Reprezentował Polskę na mistrzostwach Europy juniorów w 2003, zajmując w dziesięcioboju 4. miejsce, z wynikiem 7490, halowych mistrzostwach Europy w 2005, zajmując w siedmioboju 11. miejsce, z wynikiem 5727 oraz na zawodach Superligi Pucharze Europy w wielobojach w 2004, zajmując 21. miejsce, z wynikiem 7245.
Był halowym rekordzistką Polski juniorów w siedmioboju: 5264 (25.01.2003).
Jego karierę przerwała w maju 2005 dwuletnia dyskwalifikacja za stosowanie środków dopingujących.
Rekord życiowy w dziesięcioboju: 7426 (5.09.2004)